# Sekurič
Sekurič (izvirno srbsko Секурич) je naselje v Srbiji, ki upravno spada pod Občino Rekovac; slednja pa je del Pomoravskega upravnega okraja.

## Demografija
V naselju živi 733 polnoletnih prebivalcev, pri čemer je njihova povprečna starost 52,4 let (50,6 pri moških in 54,1 pri ženskah). Naselje ima 336 gospodinjstev, pri čemer je povprečno število članov na gospodinjstvo 2,43.
To naselje je popolnoma srbsko (glede na rezultate popisa iz leta 2002).
|  |

| Demografija | Demografija     | Demografija     |
| Leto        | Št. prebivalcev | Št. prebivalcev |
| ----------- | --------------- | --------------- |
|             |                 |                 |
|             |                 |                 |
|             |                 |                 |
|             |                 |                 |
| 1948        | 2389            |                 |
| 1953        | 2322            |                 |
| 1961        | 2114            |                 |
| 1971        | 1815            |                 |
| 1981        | 1497            |                 |
| 1991        | 1142            | 1059            |
| 2002        | 875             | 816             |
|             |                 |                 |

| Etnična sestava po popisu iz leta 2002 | Etnična sestava po popisu iz leta 2002 | Etnična sestava po popisu iz leta 2002 | Etnična sestava po popisu iz leta 2002 | Etnična sestava po popisu iz leta 2002 |
| -------------------------------------- | -------------------------------------- | -------------------------------------- | -------------------------------------- | -------------------------------------- |
| Srbi                                   | Srbi                                   |                                        | 816                                    | 100,0%                                 |
| Neznano                                | Neznano                                |                                        | 0                                      | 0,0%                                   |